# Dansk Melodi Grand Prix 1992
Dansk Melodi Grand Prix 1992 fandt sted i Aalborghallen, og konkurrencen fandt sted lørdag 29. februar 1992. Værterne var sidste års vinder Anders Frandsen, som fik følgeskab af en anden vinder nemlig Anne Cathrine Herdorf, og Henrik Krogsgaard var kapelmester. I koret stod Lupe Moe, Lei Moe, Jacob Launbjerg og Peter Busborg.

## Deltagere
| Nr. | Sang                     | Artist                                                                 | Komponist(er) / Tekstforfatter(e)                                          | Point | Placering |
| 1   | "Til en ven"             | Bebiane Jacobsen                                                       | Finn Skovgaard Olsen                                                       | –     | 6.        |
| 2   | "Vild med dig"           | Dorthe Andersen                                                        | Turid Nørlund Christensen / Turid Nørlund Christensen, Hanne Juhl Petersen | –     | 6.        |
| 3   | "Alt det som ingen ser"  | Kenny Lübcke & Lotte Nilsson                                           | Carsten Warming                                                            | 6.348 | 1.        |
| 4   | "Som jeg ser dig"        | Anne Karin Broberg & Hans Dal                                          | Hans Dal                                                                   | –     | 6.        |
| 5   | "Frøken Fjern"           | Holger Madsgaard Nielsen                                               | Bo C.K. Møller / Dorte Qvortrup Geisling                                   | –     | 6.        |
| 6   | "En sommernat"           | Linda D. Wilhelmsen                                                    | Linda D. Wilhelmsen                                                        | 4.564 | 4.        |
| 7   | "Det vil vi da blæse på" | Sweet Keld & the Hilda Hearts (Keld Heick, Hilda Heick og Sweethearts) | Lotte Meincke, Keld Heick                                                  | 2.900 | 5.        |
| 8   | "Sket igen"              | Zindy Laursen & Jan Parber                                             | Jan Parber, Jes Kerstein                                                   | 5.999 | 2.        |
| 9   | "Livet spejler sig"      | Lise-Lotte Norup                                                       | Henrik Jandorf                                                             | –     | 6.        |
| 10  | "Solens børn"            | Fenders                                                                | Palle Andreassen / Susan Magnusson                                         | 4.978 | 3.        |